# Paul Egger
Paul Egger, avstrijski častnik in vojaški pilot, * 26. november 1916, † 12. julij 2007.
Egger je imel dinamično vojaško kariero. Sprva je bil pilot bombnika, nato pa lovca. Po opravljenih 112 misijah je bil sestreljen nad Rokavskim prelivom; zaradi poškodb glave je dobil prepoved letenja. Zato se je prostovoljno prijavil k Waffen-SS in sprva postal protitankovski topničar, nato pa tankist. Do koncu vojne je uničenil 113 tankov, s čimer je postal sedmi najbolj uspešni tankovski as.
Po vojni je bil športni novinar.